# Station Nisko Racławice
Station Nisko Racławice is een spoorwegstation in de Poolse plaats Nisko.